# Министр иностранных дел Мальты
Министр иностранных дел Мальты (мальт. Ministru tal-Affarjiet Barranin ta' Malta ) — министерский пост в правительстве Мальты, глава министерства иностранных дел, которое участвует в формировании внешней политики Мальты и представляет интересы Мальты и её граждан, защищает их права. Нынешний министр иностранных дел — Иан Борг. Должность учреждена в 1964 году, после получения Мальтой независимости.

## Министры иностранных дел Мальты с 1964
- Джордж Борг Оливер (21 сентября 1964 — 21 июня 1971);
- Доминик Минтофф (21 июня 1971 — 20 декабря 1981);
- Алекс Скеберрас Тригона (20 декабря 1981 — 12 мая 1987);
- Ченсу Табоне (12 мая 1987 — 16 марта 1989);
- Эдвард Фенек Адами (16 марта 1989 — 5 мая 1990);
- Гвидо де Марко (5 мая 1990 — 29 октября 1996);
- Джордж Велла (29 октября 1996 — 6 сентября 1998);
- Гвидо де Марко (8 сентября 1998 — 24 марта 1999);
- Джо Борг (24 марта 1999 — 23 марта 2004);
- Джон Далли (23 марта — 3 июля 2004);
- Майкл Френдо (3 июля 2004 — 12 марта 2008);
- Тонио Борг (12 марта 2008 — 28 ноября 2012);
- Фрэнсис Заммит Димек (28 ноября 2012 — 13 марта 2013);
- Джордж Уильям Велла (13 марта 2013 — 9 июня 2017);
- Кармело Абела (9 июня 2017 — 15 января 2020);
- Эварист Бартоло (15 января 2020 — 30 марта 2022).
- Ян Борг (30 марта 2022 — н. в.).